# Tenente Laurentino Cruz
Tenente Laurentino Cruz es un municipio brasileño del estado de Rio Grande do Norte. Se localiza a 229 km de la capital estatal, a la cual se une a través de la BR-226. Insertado en el Meseta de la Borborema, la ciudad tiene una altitud media de 730 metros, siendo por lo tanto, el más alto del Estado. Es conocida por su clima frío y agradable.
De acuerdo con el IBGE (Instituto Brasileño de Geografía y Estadística), en el año 2010 su población era de 5.406 habitantes con un área territorial de 74 km².